# A&M (automerk)
A&M is een Brits sportwagenmerk.
Het merk heeft 2 modellen, de A&M EX2 en Imola. Ze zijn beide gemaakt door twee autoliefhebbers.
De auto's worden aangedreven door een in het midden geplaatste Vauxhall (Opel) krachtbron uit de Astra 2 liter GTE, compleet met de Opel transmissie.
De auto's wegen minder dan 860 kilogram.